# Vicente Pastor Alfosea
Vicente Pastor de la Llosa Alfosea, más conocido como "El Chepa" (Alicante, 1902 - Ibidem., 19 de junio de 1939) fue el fundador del Hércules Football Club (actualmente, Hércules Club de Fútbol), equipo español de la ciudad de Alicante.
El sobrenombre de "El Chepa" se debió al defecto físico que poseía, ya que cuando tenía 2 años se cayó de las escaleras de su casa, quedándose jorobado. Fue mancebo de farmacia, y en la época, fue una persona con gran popularidad en la ciudad de Alicante, debido a su gran fomento del deporte, de pleno auge en aquellos momentos. Se conoce, al menos, que en 1914 Vicente Pastor ya dirigía a un equipo bajo el nombre de Hércules, siendo una de las primeras agrupaciones deportivas de la ciudad de Alicante aunque si bien es cierto, no constituida oficialmente. Iban al paseo de Gómiz, en donde instalaron su campo y con pelotas de trapo daban martirio a palmeras y farolas. Aquel equipo que formó con jóvenes de la ciudad, lo denominó, Hércules, inspirado en el héroe mitológico por ser un semidios fuerte e invencible, como tenía que ser su equipo. "El Chepa" también actuó como juez de línea en encuentros disputados en Alicante. Vicente Pastor, falleció en junio de 1939 en Alicante al poco de concluir la guerra civil española.

## Reconocimientos
- El 17 de junio de 1928 recibió un homenaje a su trayectoria en el Campo de La Florida en un encuentro entre el Hércules Football Club y una selección de jugadores de Cartagena.
- El 12 de enero de 1936 recibió un homenaje en el Estadio Bardín aprovechando el partido de Primera División entre el Hércules Football Club y el Real Racing Club de Santander.
- En Alicante existe la calle Deportista Vicente Pastor en su memoria.
- En el estadio José Rico Pérez se encuentra una placa dedicada a Vicente Pastor.
- En 2002 el Hércules Club de Fútbol realizó un acto conmemorativo por el 80 aniversario del club. Se llevó a cabo en el cementerio municipal de Alicante, donde se visitó la tumba de Vicente Pastor.
- En 2007 el foguerer Armando Serra, realizó un ninot de Vicente Pastor para la Hoguera Benito Pérez Galdós, en las Hogueras de San Juan de Alicante.[2]